# Cortinariaceae
Cortinariaceae (Fayod) R. Heim ex Pouzar [nom. cons.], Ceská Mykologie 37: 174 (1983).
Cortinariaceae è una famiglia piuttosto ampia ed eterogenea. Vi appartengono funghi con le seguenti caratteristiche.

## Descrizione della famiglia

### Carpoforo
Cappello e gambo confluenti con velo generale assai fugace e con velo parziale sotto forma di anello ben visibile (vedi genere Rozites), oppure appena percettibile (vedi genere Cortinarius).

### Spore
Di vario colore, dal nero al bruno-rugginoso, castano, sono lisce o verrucose, di solito senza poro germinativo.

## Commestibilità
Non significativa.

Non molte sono le specie commestibili, ancor meno quelle di un certo interesse alimentare.
Attenzione!Alcuni generi annoverano svariate specie mortali (es. Cortinarius, Galerina ed Inocybe).

## Generi diCortinariaceae
Appartengono alla famiglia i seguenti generi:
- Astrosporina J. Schröt. (1889)
- Chromocyphella De Toni & Levi (1888) [nom. nov.]
- Cortinarius (Pers.) Gray (1821) [as 'Cortinaria'] [nom. cons.]
- Crepidotus (Fr.) Staude (1857)
- Cuphocybe R. Heim (1951)
- Dermocybe (Fr.) Wünsche (1877)
- Descolea Singer (1950)
- Flammulaster Earle (1909)
- Galerina Earle (1909) [1906-08]
- Gymnopilus P. Karst. (1879)
- Hydrocybe (Fr. ex Rabenh.) Wünsche (1877) = Hydrocybe
- Inocybe (Fr.) Fr. (1863)
- Mycolevis A.H. Sm. (1965)
- Myxacium (Fr.) P. Kumm. (1871) = Cortinarius (Pers.) Gray (1821) [as 'Cortinaria'] [nom. cons.]
- Phaeocollybia R. Heim (1931) [nom. cons.]
- Phaeomarasmius Scherff. (1897)
- Phaeosolenia Speg. (1902)
- Phialocybe P. Karst. (1879) = Crepidotus (Fr.) Staude (1857)
- Phlegmacium (Fr.) Wünsche (1877) = Cortinarius (Pers.) Gray (1821) [as 'Cortinaria'] [nom. cons.]
- Pleurotellus Fayod (1889)
- Pyrrhoglossum Singer (1944)
- Ramicola Velen. (1929)
- Rapacea E. Horak (1999) = Cortinarius (Pers.) Gray (1821) [as 'Cortinaria'] [nom. cons.]
- Rozites P. Karst. (1879)
- Simocybe P. Karst. (1879) [nom. cons.]
- Telamonia (Fr.) Wünsche (1877) [nom. cons.] = Cortinarius (Pers.) Gray (1821) [as 'Cortinaria'] [nom. cons.]
- Thaxterogaster Singer (1951)
- Tubaria (W.G. Sm.) Gillet (1876)

## Galleria d'immagini

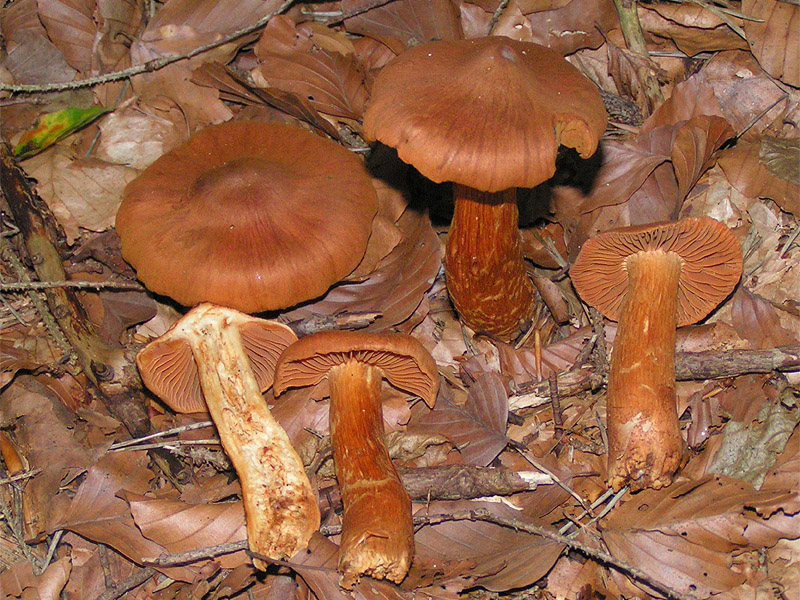
Cortinarius speciosissimus Genere Cortinarius
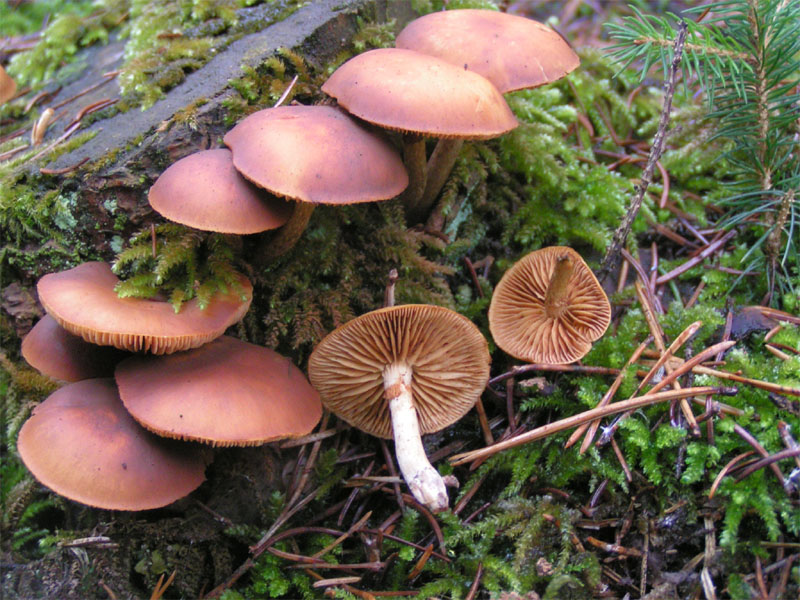
Galerina marginata Genere Galerina
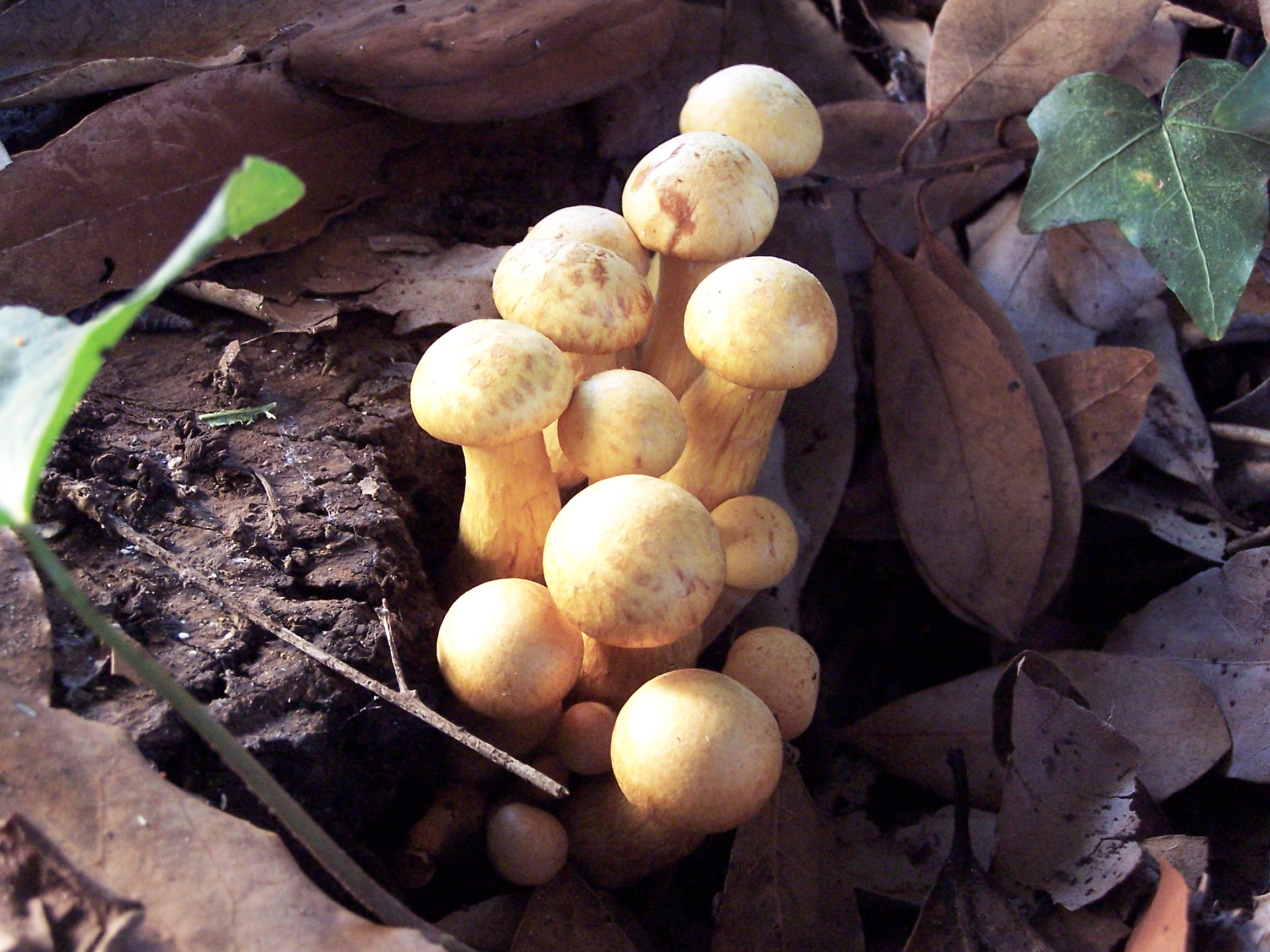
Gymnopilus spectabilis Genere Gymnopilus
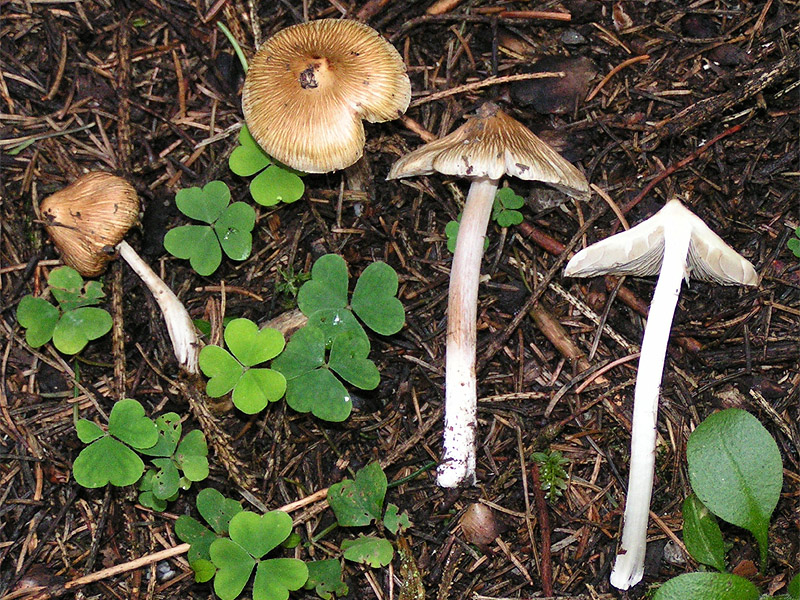
Inocybe rimosa Genere Inocybe
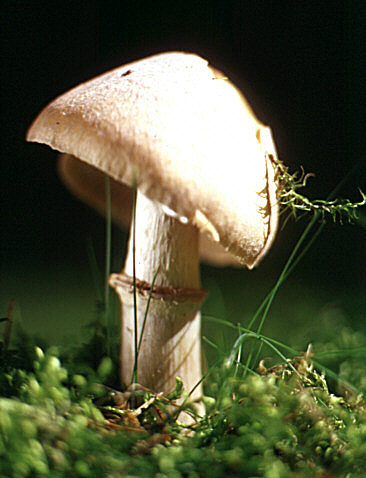
Cortinarius caperatus Genere Cortinarius
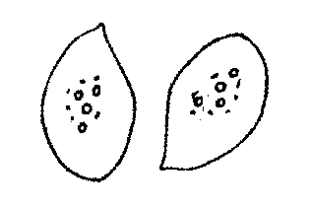
Spore di Crepidotus mollis Genere Crepidotus